# Yavnella
Yavnella is een geslacht van mieren uit de onderfamilie Leptanillinae. Van de beide soorten in dit geslacht zijn alleen mannelijke exemplaren gevonden.

## Soorten
- Yavnella argamani
- Yavnella indica